# یوکیکو هوریگوچی
یوکیکو هوریگوچی (انگلیسی: Yukiko Horiguchi؛ زادهٔ ۲۸ ژانویهٔ ۱۹۸۳) پویانما، و تصویرگر اهل ژاپن است.